# 国家体育总局足球运动管理中心
国家体育总局足球运动管理中心，简称足管中心，是中华人民共和国国务院直属机构国家体育总局曾下属的一个事业单位，主要负责中国足球运动的业务管理，创建于1995年1月3日。其与中国足球协会“一套人马两块牌子”。2016年2月24日，国家体育总局内部撤销国家体育总局足球运动管理中心，不过其事业编制还保留着。2017年1月5日，国家体育总局足球运动管理中心正式注销。